# Margaret Gakuo Kenyatta

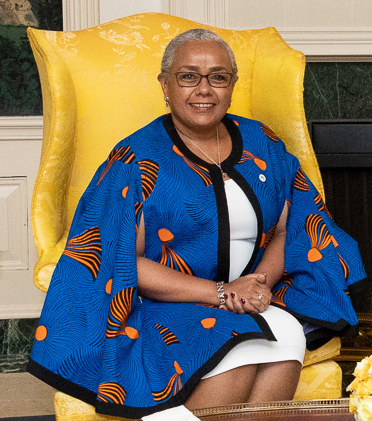
Margaret Kenyatta, 2018

Margaret Gakuo Kenyatta (* 8. April 1964) ist eine kenianische Lehrerin. Sie ist die Ehefrau des ehemaligen Präsidenten von Kenia, Uhuru Kenyatta. 2014 war sie war die erste Ehefrau eines Staatsoberhaupts, die den 42,195 km langen London-Marathon gelaufen ist.

## Leben und Werk

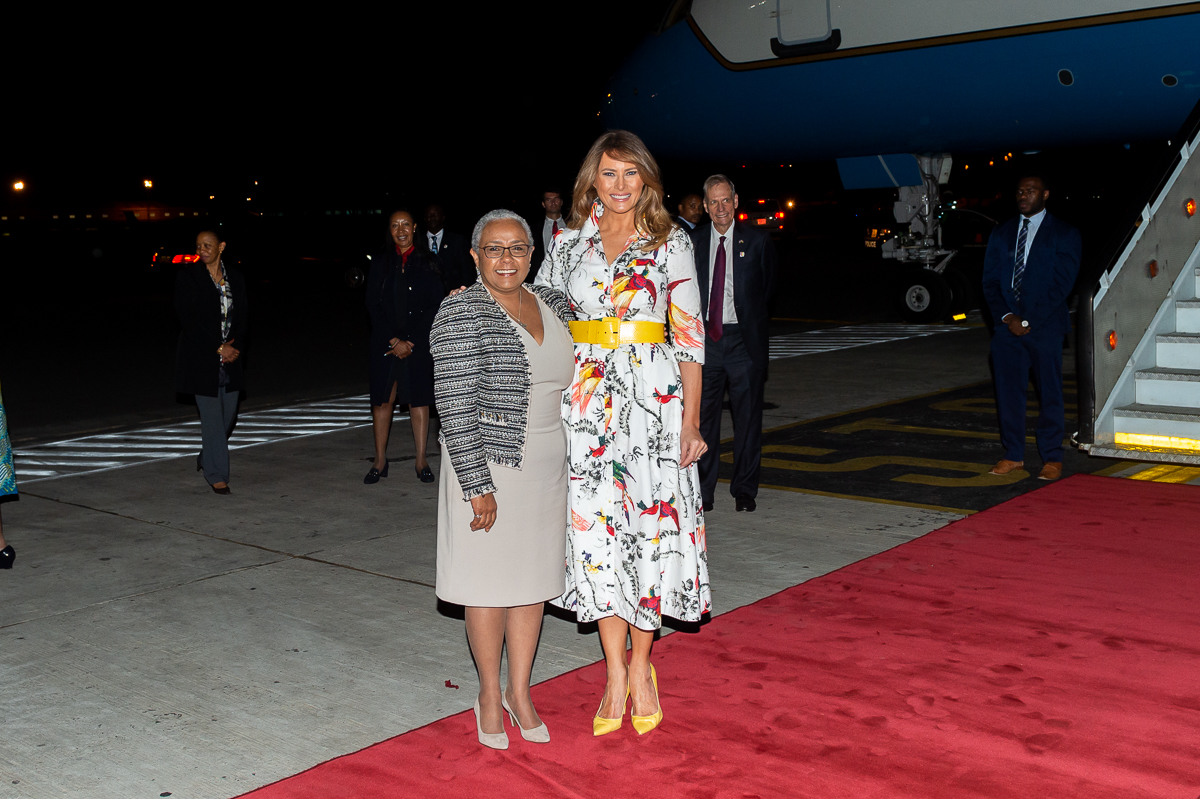
First Lady Melania Trump posiert am Donnerstag, den 4. Oktober 2018, für ein Foto mit Margaret Kenyatta, nachdem sie am Jomo Kenyatta International Airport in Nairobi von Bord der Bright Star gegangen ist

Kenyatta ist die Tochter des ehemaligen Direktors der Kenya Railways Corporation, Njuguna Gakuo, und ihrer deutschen Mutter Magdalena. Kenyatta besuchte die St. Andrews School in Molo und studierte an der Kenyatta University, wo sie einen Bachelor of Education erhielt. 1969 heiratete sie Uhuru Kenyatta, den Sohn des kenianischen Staatsgründers und Präsidenten Jomo Kenyatta. Sie ist Mutter zweier Söhne und einer Tochter.

## Soziales Engagement
Nach der Amtseinführung ihres Mannes am 9. April 2013 in Kasarani übernahm sie das Amt der First Lady in Kenia. Sie löste die ehemalige First Lady Lucy Kibaki ab.
Kenyatta ist bekannt für ihr Engagement im Gesundheitswesen, insbesondere für die Gesundheit von Mutter und Kind. Sie ist Gründerin der Kampagne Beyond Zero, deren Ziel die Senkung der Mütter- und Kindersterblichkeit in Kenia ist. Im Rahmen dieser Initiative hat sie das Bewusstsein für die Bedeutung der Gesundheit von Mutter und Kind geschärft, den Zugang zu Gesundheitsdiensten gefördert und mobile Kliniken und medizinische Einrichtungen für unterversorgte Gemeinden in Kenia bereitgestellt.
Am 9. März 2014 richtete sie den ersten First Lady's Halbmarathon aus. Sie lief bei fünf Beyond Zero-Marathons mit insgesamt über 120.000 Teilnehmern, um für folgende Ziele einzutreten: gegen Müttersterblichkeit und Kindersterblichkeit, gegen HIV-Neuinfektionen, Reparatur von Geburtsfisteln, Krebsfrüherkennung, gegen FGM und gegen Kinderehen, unter dem Motto #Ich werde für sie laufen. Als die erste Ehefrau eines Staatsoberhaupts lief sie den 42 km langen London-Marathon 2014.
Kenyatta engagierte sich in Initiativen zur Förderung des Zugangs zu hochwertiger Bildung, insbesondere für Mädchen, und unterstützte Programme, die benachteiligten Schülern Stipendien und Bildungsressourcen bereitstellen.
Sie engagierte sich für verschiedene Bildungs- und Wohltätigkeitsprogramme in Kenia, darunter die Eröffnung des WE Charity College im Narok County und die Förderung der Erhaltung historischer Stätten und Denkmäler.
Gemeinsam mit Paula Kahumbu gründete sie die Kampagne Hands Off Our Elephants. Sie ist Vorstandsmitglied der World Wildlife and Conservation Organisation, der auch Seine Königliche Hoheit William, Prince of Wales angehört.
2018 wurde eine neue Entbindungsstation mit 250 Betten im Nakuru Level Five Hospital nach First Lady Margaret Kenyatta benannt.
Im März 2022 ehrte die kenianische Regierung die First Lady mit der Benennung eines neuen Instituts Margaret Kenyatta Institute for Gender and Social Development (MKI), in Anerkennung ihres außergewöhnlichen Beitrags zur Linderung der Not gefährdeter und marginalisierter Gemeinschaften, zum Umweltschutz und zur Förderung verschiedener Anliegen zur Stärkung von Frauen und Mädchen. Das Institut befindet sich an der Kenya School of Government in Nairobi.

## Auszeichnungen und Ehrungen (Auswahl)
- 2014: Person des Jahres der Vereinten Nationen[12]
- 2014: Doctor of Humane Letter Honoris Causa von der Kenyatta University
- 2015: Dream Up, Speak Up, Stand Up Award zur Förderung der Kinder- und Jugendbildung
- 2017: Fellowship of Honoris Causa Award des südafrikanischen Royal College of Obstetricians and Gynecologists (RCOG)
- 2018: Eastern Africa Lifetime Achievement Award der EY Group während der Verleihung des Entrepreneur of The Year Award (EOY) des Eastern Africa Chapter der Organisation
- 2019: Health Leaders 2019 Award der Weltgesundheitsorganisation für herausragendes Engagement in globalen Gesundheitsfragen